# Peter-Paul Pigmans
Peter-Paul Pigmans (Berkel-Enschot, 31 januari 1961 – Rotterdam, 27 augustus 2003) was een Nederlands live-dj die vooral hardcore maakte.

## Loopbaan
Pigmans trad vooral op onder de naam 3 Steps Ahead of kortweg 3SA (eerst met DJ Waxweazle, daarna solo), maar ook onder de namen The Ender, The Illegal Alien en Silverbells. Hij had midden jaren negentig diverse hits met Drop It, Thunderdome, In the Name of Love en Gabbers Unite.
Pigmans stond bekend om zijn excentrieke liveoptredens, met bizarre pakken, vreemde geluidseffecten en opzwepende livesets. Zo droeg hij een voetbalshirt dat voor de helft een Feyenoordshirt en voor de andere helft een Ajaxshirt was, met het doel verbroedering binnen de hardcorescene te bevorderen. Hij trad onder meer op tijdens Thunderdome in 1996 en Global Hardcore Nation in 1997.
Pigmans leed enkele jaren aan kanker voor hij overleed. Hij trad voor het laatst op bij het Hardcore Resurrection-feest op 22 juli 2000. In de zomer van 2003 werd er een benefietconcert gehouden waar een aantal collega's belangeloos aan meewerkte, om geld in te zamelen voor een dure behandelmethode van Pigmans. Hierbij werden diverse van zijn platen geremixt. Pigmans liet een vrouw en twee kinderen achter.

## Discografie

### Albums
- Most Wanted & Mad (1997)
- Junkie (2000)

### Ep's
- Step 1 (1994)
- Step 2 (1994)
- Step 3 (1994)
- Drop It (1996)
- Hakkûh (1996)
- Gangster (1996)
- It's Delicious (1997)
- Paint It Black (1998)

### Singles
- In the Name of Love (2010)

- Bibliothèque nationale de France: cb141478160 (data)
- International Standard Name Identifier: 0000 0003 5412 2671
- MusicBrainz: ef943908-5368-4e2c-8a3f-a0987308241e
- Virtual International Authority File: 316657732